# Ordynariat Polowy Brazylii
Ordynariat Polowy Brazylii – ordynariat polowy  w Brazylii. Powstał w 1950 jako wikariat wojskowy. Promowany do rangi ordynariatu w 1986.

## Główne świątynie
- Katedra polowa: Katedra Matki Bożej Królowej Pokoju w Brasílii

## Lista biskupów

### Wikariusze
- Jaime de Barros Câmara (1950–1963)
- Jose Newton de Almeida Baptista (1963–1986)

### Biskupi polowi
- Jose Newton de Almeida Baptista (1986–1990)
- Geraldo do Espírito Santo Ávila (1990–2005)
- Osvino José Both (2006–2014)
- Fernando José Monteiro Guimarães (2014–2022)
- Marcony Vinícius Ferreira (od 2022)